# Boscs xeròfits montans del Sàhara occidental
Els Boscs xeròfits montans del Sahara occidental és un ecoregió que s'estén a través de diverses regions altes en el Sàhara. Envoltada per relleus més baixos del Sàhara en gran manera àrid, els boscos selvàtics de les muntanyes de Sàhara Occidental són refugis aïllats de plantes i animals que poden sobreviure en una humitat superior i temperatures més baixes de les terres altes.

## Enquadrament
El Sàhara és un desert vast que s'estén a través de l'Àfrica del nord des de l'Oceà Atlàntic a la Mar Roja. Algunes serralades de muntanyes (com l'Ahaggar, Tassili n'Ajjer, Tibesti i Aïr) s'aixequen per damunt del desert i reben més pluja i temperatures estivals més fresques. Aquests terrenys de cota alta són el medi físic de boscs eixuts i matollars diferents dels de les terres baixes seques i calentes.
Aquesta ecoregió té una àrea de 258,100 km². Les fronteres per la part més gran d'aquesta ecoregió, la qual inclou el Tassili n'Ajjer Ahaggar i Aïr (o Azbine) massissos, seguit pels 'regs', 'hamadas' i 'wadis' per sobre dels 1.000 m. Aquestes fites determinen una superfície que agafa bona del sud-est d'Algèria. Aquestes àrees muntanyenques arriben a altituds de gairebé 3.000 m. Àrees addicionals més cap al sud sud van ser incloses dins d'aquesta ecoregió, com ara l'Aïr ou Azbine en Níger del nord, Adrar Tmar dins Mauritània, i Adrar des Ifoghas dins Mali i Algèria, utilitzant la corba de nivell dels 500 m com a contorn.
Les muntanyes de l'ecoregió "Boscs xeròfits montans del Sahara occidental" són a l'interior del Desert de Sàhara i són predominantment d'origen volcànic. S'aixequen del paisatge de desert pla circumdant o dunes de sorra per crear illes de d'hàbitat més humit (guelta) que donen suport a flora i fauna. L'àrea més important és la Meseta Tassili n'Ajjer, un contrafort de les muntanyes de l'Ahaggar dins d'Algèria, la qual és poblada d'algunes espècies quasi-endèmiques i algunes antílops en perill d'extinció. El punt més alt d'aquestes muntanyes assoleix 3.003 metres (Mont Tahat).

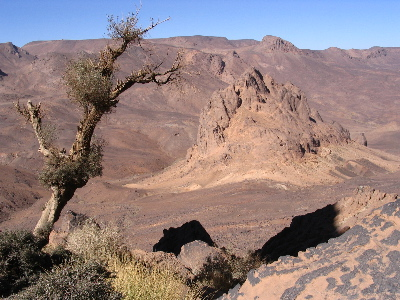
Vista de les serres d'Ahaggar, al sud d'Algèria.

Els hiverns són bastant rigorosos, amb una amplitud de temperatura per damunt de 20 °C. Temperatures de dia poden ser per damunt de 20 °C mentre les nits arriben a glaçar. En estiu, els dies són molt calents, encara que menys que en el Sàhara central. La pluviositat és rara i esporàdica.

## Flora i fauna
La vegetació varia molt depenent de l'altitud i del relleu, en particular la protecció de vent. És sovint compost de vegetació relicta mediterrània.
En els gueltes, la vegetació és molt diversa i acull molts animals. Els arbres poden ser trobats a alçades més baixes, mentre àrees més altes majoritàriament les poblen arbusts. És possible de trobar arbres d'oliva salvatge, o Olea lapperrini. Espècies endèmiques i rares inclouen el xiprer del Sàhara (tarout) (Cupressus dupreziana) i la murta sahariana (Myrtus nivellei), totes dues espècies relictes Sahara-mediterrànies. L'olivera i la murtera arbustives creixen al fons de uadis, valls de corrent intermitent, o al costat de gueltes i concavitats plenes d'aigua permanents o provisionals.
Altres espècies amb una preferència per hàbitats humits són Trianthema pentandra, Lupinus pilosus i Convolvulus fatmensis. Silene kiliani, Acacia laeta, A. scorpiodes i Cordia rochii creixen en uadis. Altres representants de les 28 plantes algerianes qualificades com a rareses nacionals trobades en Tassili n'Ajjer inclouen Ficus ingens i Anticharis glandulosa.

## Població i conservació
La població humana de l'ecoregió és molt petita, amb menys de 5 persones per quilòmetre quadrat. Moltes persones són nòmades encara que algunes ciutats petites també existeixen (com ara Idlès). La vegetació resta força intacta en general.